# Felipe Sánchez-Cuenca Martínez
Felipe Sánchez-Cuenca Martínez (Madrid, 17 de febrero de 1931-Palma de Mallorca, 11 de febrero de 2017) fue un arquitecto y político español, hijo del médico jienense Baldomero Sánchez-Cuenca y Mudarra y Concepción Martínez. 

## Biografía
Nació en Madrid. Cinco años después estalló la Guerra Civil en España, siendo enviado a vivir a Alcalá la Real con su familia jienense hasta que la contienda acabó y se reunió con sus padres en Madrid. Viajó a Mallorca por primera vez por invitación de un tío suyo, Manuel López Ruiz, destinado como médico en la base de hidroaviones de Pollensa. Desde ese momento, su familia pasó todos los veranos en la isla, primero en Puerto de Pollensa y posteriormente en Cala Ratjada. En 1960 se estableció definitivamente en Mallorca tras casarse con la mallorquina María del Carmen Alomar, hija del arquitecto y urbanista Gabriel Alomar Esteve, conocido por su Plan de Ordenación Urbanística de Palma de Mallorca. Un año después, finalizó el doctorado de arquitectura y compartió despacho con Gabriel y Antonio Alomar. En la década de 1970, fue nombrado delegado del Colegio de Arquitectos de Cataluña y Baleares.
Fundó el Partido Socialdemócrata de Baleares junto con Santiago Rodríguez-Miranda (posteriormente ministro de UCD), Antonio Ramis, Carmen Alomar y otros. Cuando el PSD se integró en UCD, Sánchez-Cuenca pasó al PSOE. Allí volvió a coincidir con Antonio Ramis y otros conocidos como Emilio Alonso y Félix Pons, quienes le propusieron para el primer Consejo Insular de Mallorca de la nueva etapa democrática. En 1979 fue elegido a un escaño en el Consejo de Mallorca, y en las elecciones generales de 1982 fue elegido senador por la isla de Mallorca. Fue presidente de la Comisión Especial de Investigación sobre la situación de los aeropuertos nacionales (1984-1985 y secretario de la Comisión de Incompatibilidades del Senado de España (1982-1986).
Entre enero de 1987 y julio de 1987, ocupó un escaño provisional en el Parlamento Europeo, y formó parte de la Comisión de Política Regional y de Ordenación del Territorio. Se presentó a las Elecciones al Parlamento Europeo de 1987, pero no fue elegido. También fue parte del Consejo de Mallorca y del Consejo General Interinsular de las Islas Baleares. En 1988 regresó a su despacho de arquitecto hasta su jubilación.
Entre otras, algunas de sus obras son el proyecto arquitectónico del Sporting Club de Costa d'en Blanes en Calviá, el Hotel Punta Negra en Calviá, la Escuela de Vela Calanova, el Edificio Reina y el Hotel Cala Galdana de Menorca. 
Falleció en Palma de Mallorca el 11 de febrero de 2017 tras una larga enfermedad.